# Strychnos campicola
Strychnos campicola är en tvåhjärtbladig växtart som beskrevs av Ernest Friedrich Gilg och Leeuwenb.. Strychnos campicola ingår i släktet Strychnos och familjen Loganiaceae. Inga underarter finns listade i Catalogue of Life.